# Zagreb Open 2011
Lo Zagreb Open 2011 è stato un torneo professionistico di tennis giocato sulla terra rossa. È stata la 16ª edizione del torneo, che fa parte dell'ATP Challenger Tour nell'ambito dell'ATP Challenger Tour 2011 e dell'ITF Women's Circuit nell'ambito dell'ITF Women's Circuit 2011. Si è giocato a Zagabria in Croazia dal 9 al 15 maggio 2011.

## Partecipanti ATP

### Teste di serie
| Nazionalità | Giocatore             | Ranking* | Testa di serie |
| ----------- | --------------------- | -------- | -------------- |
| Croazia     | Ivan Dodig            | 45       | 1              |
| India       | Somdev Devvarman      | 70       | 2              |
| Germania    | Denis Gremelmayr      | 95       | 3              |
| Spagna      | Rubén Ramírez Hidalgo | 97       | 4              |
| Rep. Ceca   | Jaroslav Pospíšil     | 106      | 5              |
| Germania    | Björn Phau            | 111      | 6              |
| Germania    | Dustin Brown          | 119      | 7              |
| Slovacchia  | Lukáš Lacko           | 121      | 8              |

- Rankings al 2 maggio 2011.

### Altri partecipanti
Giocatori che hanno ricevuto una wild card:
- Kristijan Mesaroš
- Thomas Muster
- Borut Puc
- Antonio Veić

Giocatori passati dalle qualificazioni:
- Guillermo Alcaide
- Andrea Arnaboldi
- Andrej Kuznecov
- Nikola Mektić

## Partecipanti WTA

### Teste di serie
| Nazionalità | Giocatrice              | Ranking* | Testa di serie |
| ----------- | ----------------------- | -------- | -------------- |
| Turchia     | Çağla Büyükakçay        | 162      | 1              |
| Slovacchia  | Kristína Kučová         | 175      | 2              |
| Ucraina     | Julija Bejhel'zymer     | 189      | 3              |
| Slovacchia  | Lenka Juríková          | 196      | 4              |
| Bulgaria    | Elica Kostova           | 197      | 5              |
| Romania     | Elena Bogdan            | 201      | 6              |
| Spagna      | Estrella Cabeza Candela | 202      | 7              |
| Francia     | Nathalie Piquion        | 208      | 8              |

- Rankings al 2 maggio 2011.

### Altre partecipanti
Giocatrici che hanno ricevuto una wild card:
- Mateja Kraljević
- Tereza Mrdeža
- Silvia Njirić
- Donna Vekić

Giocatrici passate dalle qualificazioni:
- Tamara Curović
- Doroteja Erić
- Inés Ferrer-Suárez
- Michaela Hončová
- Réka-Luca Jani
- Nastja Kolar
- Katalin Marosi
- Barbara Sobaszkiewicz

## Campioni

### Singolare maschile
Diego Junqueira ha battuto in finale  João Souza con il punteggio di 6–3, 6–4

### Singolare femminile
Nathalie Piquion ha battuto in finale  Doroteja Erić con il punteggio di 6–3, 3–6, 6–1

### Doppio maschile
Daniel Muñoz de la Nava /  Rubén Ramírez Hidalgo hanno battuto in finale  Mate Pavić /  Franko Škugor con il punteggio di 6–2, 7–6(10)

### Doppio femminile
Elica Kostova /  Barbara Sobaszkiewicz hanno battuto in finale  Ani Mijačika /  Ana Vrljić con il punteggio di 1–6, 6–3, [12–10]